# Kálium-szulfát
A kálium-szulfát (K2SO4) egy a kálium kénsavval alkotott sója, mely fehér, vízben jól oldódó kristályos port alkot. Nem gyúlékony anyag. Elsősorban műtrágyaként alkalmazzák.

## Története
Már a 14. század óta ismerik, többek közt Glauber, Boyle és Tachenius is leírta. A 17. században arcanuninak, vagy kettős sónak is nevezték, mert savas és lúgos só keverékének tekintették.

## Természetes források
A kálium-szulfát számos ásványban megtalálható:
- Arkanit[3] K2SO4
- Kainit MgSO4·KCl·H2O
- Schönit K2SO4·MgSO4·6 H2O
- Leonit K2SO4·MgSO4·4 H2O
- Langbeinit K2SO4·2 MgSO4
- Glaserit  K3Na(SO4)2
- Polihalit K2SO4·MgSO4·2 CaSO4·2 H2O
- Szingenit K2SO4·CaSO4·H2O

Néhány ásványból, például a kainitből elég könnyen kivonható, mert a többi só kevésbé vízoldékony.
Kálium-klorid hozzáadásával a kieserit-ből (MgSO4·H2O) magnézium-klorid, és vízben oldott kálium-szulfát keletkezik.
A Földön előforduló káliumsók tengerek és tavak bepárlódása révén keletkező üledékekből származnak. A Föld káliumsó-készlete mintegy 250 milliárd tonnára tehető (kálium-oxid-egyenértékben kifejezve), ebből mintegy 9,4 milliárd tonnát lehet gazdaságosan kiaknázni. Az évi káliumsó-felhasználás 25 millió tonna (K2O) körüli érték, ennek mintegy 95%-a kálium-klorid.

## Előállítása
A kálium-szulfát csak kis mennyiségben fordul elő közvetlenül hasznosítható formában (arkanit) Németországban, az Amerikai Egyesült Államokban és Oroszországban, sokkal elterjedtebb kettős sóiként (pl. glaserit, kainit, langbeinit, leonit, polihalit, schönit, szingenit). A kálium-szulfát előállított és felhasznált mennyisége meghaladta az 1,5 millió tonnát kálium-oxid-egyenértékben kifejezve 1986-ban és 1987-ben. Ipari előállításának módszere attól függően változik, hogy az adott helyen melyik ásványi formája hozzáférhető. A kitermelt ásványokat kémiai eljárások és tisztítási (kristályosítási) műveletek kombinációjával alakítják át kálium-szulfáttá. A legfontosabb eljárások az alábbiak:
- Glauber kálium-klorid, és kénsav segítségével állította elő a kálium-szulfátot. A reakció során hidrogén-klorid szabadul fel, gáz formájában:

2 KCl + H2SO4 → K2SO4 + 2HCl
Ez az eljárás az alapja a Mannheim- ill. a Hargreaves-módszernek. Ezt a két eljárást azokban az országokban használják, ahol nagy mennyiségben található kálium-klorid, de természetes szulfátsókból kevés van.
- Egy hasonló módszerben kén-dioxidból, oxigénből és vízből közvetlenül (in situ) állítják elő az előző eljáráshoz szükséges kénsavat (ez az ún. Hargreaves-eljárás).
- Kálium-klorid és magnézium-szulfát (kieserit) reakciójában elsősorban Németországban állítanak elő kálium-szulfátot az alábbi reakcióegyenlet alapján:

2 KCl + MgSO4·H2O → K2SO4 + MgCl2
- Kálium-klorid és langbeinit vagy schönit reakciójában készítik a ma használt kálium-szulfát mennyiségének mintegy a felét. Langbeinittel a következő reakció játszódik le:

4 KCl + K2SO4·2 MgSO4 → 3 K2SO4 + 2 MgCl2
A langbeinit elsősorban Új-Mexikó államban (USA) található nagy mennyiségben.
A schönit-alapú eljárás kiindulóanyaga a németországi sótelepekben található magnéziumásvány, a kieserit. A reakció során a kálium-klorid kieserittel reagál és schönit képződik, amely továbbreagál a kálium-kloriddal:
2 KCl + 2 (MgSO4·H2O) + 4 H2O → K2SO4·MgSO4·6 H2O + MgCl2
K2SO4·MgSO4·6 H2O + 2 KCl → 2 K2SO4 + MgCl2(aq)
- Kálium-klorid és kainit reakcióját elsősorban Szicília szigetén használják kálium-szulfát előállítására. Az első lépcsőben schönit keletkezik, majd ez magasabb hőmérsékleten vízzel magnézium-szulfáttá és kálium-szulfáttá alakul, mely utóbbi kikristályosítható:

4 (KCl·MgSO4·2,75 H2O)(aq) + H2O → 2 (K2SO4·MgSO4·6 H2O) + 2 MgCl2
K2SO4·MgSO4·6 H2O → K2SO4 + MgSO4 + 6 H2O
Kálium-klorid és nátrium-szulfát reakciója két lépcsőben játszódik le. Először glaserit keletkezik, majd további kálium-klorid hatására kálium-szulfát képződik:
6 KCl + 4 Na2SO4 → Na2SO4·3 K2SO4 + 6 NaCl
Na2SO4·3 K2SO4 + 2 KCl → 4 K2SO4 + 2 NaCl
- A kálium-szulfát más reakciók melléktermékeként, például salétromsav előállítása során is keletkezik:

2 KNO3 + H2SO4 → 2 HNO3 + K2SO4

## Tulajdonságok
A kálium-szulfát anhidrát változata valójában kettős, hatoldalú piramisszerű kristályrácsot alkot, de besorolása rombos. A kristályok átlátszóak, nagyon kemények, valamint sós, kesernyés ízűek. Vízben jól oldható, kálium-hidroxidban és etanolban nem oldékony.

## Felhasználási területek
- fő felhasználási területe műtrágyaként való alkalmazása, a növények számára a legkönnyebben hasznosítható kálium-műtrágya, így a legjobb rendelkezésre álló talajjavító, különösen klorid-érzékeny növényi kultúrák esetében használható, mint például a szőlő, citrusfélék és más gyümölcsök, burgonya és egyéb zöldségek, vagy akár a dohány. A kálium-szulfát mintegy kétszer annyiba kerül, mint a kálium-klorid, ezért csak a fenti, indokolt esetekben használják műtrágyaként.[5]
- timsó előállítására, bőrcserzésre, üveggyártásra és -újrahasznosításra, ásványvíz adalékolására, műgumi, színezékek és gyógyszerek gyártására is alkalmazzák[8]
- az élelmiszeriparban elsősorban csökkentett nátriumtartalmú élelmiszerek esetén, sós íze miatt alkalmazzák, E515 néven. Napi maximális beviteli mennyisége nincs meghatározva. Élelmiszerekben felhasznált mennyiségek esetén nincs ismert mellékhatása.